# Стара кућа у Ул. Анте Протића бр. 2
Стара кућа у Ул. Анте Протића бр. 2 у Смедереву, саграђена је почетком 19. века, има статус непокретног културног добра као споменик културе.
Кућа је саграђена као варошка кућа развијене основе, димензија 11,40х8,30 м, са тремом и уздигнутим доксатом испод кога је улаз у подрум испод дела објекта. Грађена је на темељима од ломљеног камена у бондручној конструкцији са испуном од непечене опеке, покривена ћерамидом. У основи кућа има једну централну просторију „кућу“ око које су са обе стране по две собе. Првобитно је целом дужом страном имала трем који се завршавао уздигнутим и избаченим доксатом, али је касније, прво део, а затим и цео трем зазидан. Није познато ко је подигао кућу, али се по начину градње, примењеним материјалима и положају у самом центру старе вароши, претпоставља да је реч о неком богатом трговцу.
Кућа је демонтирана 2005. године и припремљена за пресељење на нову локацију планираног етно парка.